# محمد خلف المزروعي
محمد خلف المزروعي مستشار الثقافة والتراث بديوان ولي عهد أبوظبي الشيخ محمد بن زايد آل نهيان، وقد شغل منصب مدير عام هيئة أبوظبي للثقافة والتراث، كما شغل سابقاً رئيس مجلس إدارة شركة أبوظبي للإعلام.
المزروعي عضو فعال في اللجنة المنظمة للمعرض الدولي للصيد والفروسية الدولي. وكذلك أسس مجلة الصقار الخاصة بالصيد والفروسية وهو عضو أيضاً في نادي صقاري الإمارات، بالإضافة إلى إدارته لأعمال ثقافية وإعلامية ذات الصلة بالتراث والثقافة.
يتمتع محمد خلف المزروعي بصداقات قوية مع أبناء دول مجلس التعاون الخليجي، من هواة الصيد والفروسية والإعلاميين والصحفيين والشعراء المختصين بهذا الشأن. وثقافة الصيد والفروسية و (المقناص)، بالإضافة إلى معرفتة في إدارات المنتديات الثقافية والأدبية والعلمية.

## الولادة والتعليم
ولد محمد خلف المزروعي في مدينة زايد في المنطقة الغربية من إمارة أبوظبي، أكمل تعليمه الدراسي في المدارس الحكومية للإمارة وتابع دراسته في الولايات المتحدة لمدة 5 سنوات وتخرج بعدها بـ درجة الماجستير في الإدارة من ولاية أوريغون.

## العمل والمناصب
- المدير العام لهيئة أبوظبي للثقافة والتراث.
- رئيس شركة أبوظبي للإعلام.
- عضو مجلس إدارة هيئة أبوظبي للسياحة والثقافة.
- عضو مجلس إدارة نادي صقاري الإمارات.
- عمل على إطلاق المعرض الدولي للصيد والفروسية بأبوظبي.[3]

## إنجازات هيئة أبو ظبي للثقافة والتراث في عهده
من أهم الأعمال التي قامت بها هيئة أبوظبي للثقافة والتراث في عهد المزروعي هي:
- أطلق اثنين من أبرز البرامج التلفزيونية في العالم العربي: برنامج شاعر المليون، وأمير الشعراء والذينِ ترعاهما حكومة أبوظبي وتشرف عليهما هيئة أبوظبي للثقافة والتراث.
- تأسيس أكاديمة الشعر العربي، وهي أول أكاديمية متخصصة في المنطقة تُعنى بدراسات الكتب وجدوائية النقد وتأريخ الموروث.
- إطلاق مجلة شاعر المليون.
- مهرجان الشرق الأوسط السينمائي الدولي.
- مهرجان ووماد الفني الدولي في أبوظبي.
- تبني هيئة أبوظبي لمشروعي «كلمة» وهو مشرع ترجمة للكتب والأعمال العالمية للغة العربية، ومشروع «قلم» ويُعني برعاية المواهب الإماراتية الشابة.
- مهرجان الظفرة لـ مزاينة الإبل.
- مهرجان ليوا لـ مزاينة الرطب.
- جائزة الشيخ زايد للكتاب
- مهرجان الموسيقى الكلاسيكية
- تسجيل مدينة العين على قائمة التراث العالمي - اليونسكو
- تسجيل الصقارة والسدو والعيالة وغيرها في اليونسكو.
- إدراج فن التغرودة في قائمة اليونسكو للتراث الثقافي غير المادي للبشرية.
- ساهم في تأسيس نادي صقاري الإمارات وإصدار مجلة ال(صقار) وهي دورية علمية تراثية.
- ترميم قلعة الجاهلي وقلعة القطارة والمويجعي بالعين
- مهرجان الظفرة البحري (للرياضات المائية)
- نيويورك فيلم أكاديمي - أبوظبي
- مجلة شواطئ

إضافة إلى الكثير من الأعمال في مجالات أدبية وثقافية وتراثية أخرى.

## التكريم والجوائز
- منح جائزة الشخصية الاتحادية لعام 2013 من مركز الإمارات للدراسات والبحوث الاستراتيجية.
- بعد وفاته كرّمه مجلس الوحدة الإعلامية العربية بجائزة الهيثم 2014.
- بعد وفاته كرّمه في العام 2016 الشيخ محمد بن زايد آل نهيان ولي عهد أبوظبي بوسام أبوظبي الذي يمثل أرفع تكريم مدني.[3]

## وفاته
توفي محمد خلف المزروعي يوم الخميس الموافق 13/11/2014 بحادث مروري في مدينة زايد مسقط رأسه.